# Nicole Kriz
Nicole Kriz (* 13. Dezember 1983 in Sydney) ist eine ehemalige australische Tennisspielerin.

## Karriere
Nicole Kriz, die am liebsten auf Hartplätzen spielte, begann im Alter von sechs Jahren mit dem Tennis. Auf dem ITF Women’s Circuit gewann sie insgesamt zwei Einzel- und 23 Doppeltitel. Auf der WTA Tour erreichte sie im Jahr 2009 in Seoul ein Endspiel im Doppel.

## Erfolge

### Einzel
Turniersiege 
| Nr. | Datum        | Turnier | Kategorie   | Belag | Finalgegnerin   | Ergebnis       |
| --- | ------------ | ------- | ----------- | ----- | --------------- | -------------- |
| 1.  | August 2003  | Rebecq  | ITF $10.000 | Sand  | Danica Krstajić | 3:6, 6:0, 6:1  |
| 2.  | Februar 2008 | Berri   | ITF $25.000 | Rasen | Marina Eraković | 6:4, 4:6, 7:63 |

### Doppel
Turniersiege 
| Nr. | Datum          | Turnier     | Kategorie   | Belag     | Partnerin           | Finalgegnerinnen                          | Ergebnis          |
| --- | -------------- | ----------- | ----------- | --------- | ------------------- | ----------------------------------------- | ----------------- |
| 1.  | September 2000 | Greenville  | ITF $10.000 | Sand      | Eugenia Subbotina   | Kirsty Blumberg Elizabeth Schmidt         | 6:2, 6:2          |
| 2.  | Oktober 2000   | Raleigh     | ITF $10.000 | Sand      | Eugenia Subbotina   | Anne Plessinger Jacqueline Trail          | 7:5, 6:1          |
| 3.  | März 2002      | Benalla     | ITF $10.000 | Rasen     | Sarah Stone         | Casey Dellacqua Svenja Weidemann          | 7:5, 6:1          |
| 4.  | März 2002      | Bendigo     | ITF $10.000 | Rasen     | Sarah Stone         | Rochelle Rosenfield Madita Suer           | 3:6, 7:5, 6:3     |
| 5.  | August 2002    | Dublin      | ITF $10.000 | Teppich   | Anna Hawkins        | Rebecca Rankin Visnja Vuletic             | 6:2, 7:5          |
| 6.  | August 2002    | Middelkerke | ITF $10.000 | Sand      | Leslie Butkiewicz   | Walerija Bondarenko Edita Liachoviciute   | 6:1, 7:64         |
| 7.  | September 2003 | Glasgow     | ITF $25.000 | Hartplatz | Kim Kilsdonk        | Leanne Baker Francesca Lubiani            | 7:5, 6:2          |
| 8.  | März 2004      | Yarrawonga  | ITF $10.000 | Rasen     | Emily Hewson        | Mirielle Dittmann Kristen Van Elden       | 6:3, 6:2          |
| 9.  | Oktober 2004   | Mackay      | ITF $25.000 | Hartplatz | Monique Adamczak    | Daniella Jeflea Evie Dominikovic          | kampflos          |
| 10. | Juni 2006      | Fort Worth  | ITF $10.000 | Hartplatz | Christina Fusano    | Maria Victoria Domina Story Tweedie-Yates | 2:6, 6:4, 6:1     |
| 11. | Juli 2006      | Hamilton    | ITF $25.000 | Sand      | Story Tweedie-Yates | Soledad Esperón Aleksandra Wozniak        | 6:4, 6:1          |
| 12. | August 2006    | Vancouver   | ITF $25.000 | Hartplatz | Story Tweedie-Yates | Jennifer Magley Courtney Nagle            | 7:5, 6:3          |
| 13. | Oktober 2006   | Troy        | ITF $50.000 | Hartplatz | Leanne Baker        | Chanelle Scheepers Neha Uberoi            | 6:71, 7:5, 6:3    |
| 14. | Oktober 2006   | Augusta     | ITF $25.000 | Hartplatz | Leanne Baker        | Chanelle Scheepers Neha Uberoi            | 7:63, 6:1         |
| 15. | April 2007     | Pelham      | ITF $25.000 | Sand      | Carly Gullickson    | Michaela Paštiková Hana Šromová           | 6:2, 2:6, 6:0     |
| 16. | Februar 2008   | Mildura     | ITF $25.000 | Rasen     | Marina Eraković     | Monique Adamczak Christina Wheeler        | 6:4, 6:4          |
| 17. | Februar 2008   | Berri       | ITF $25.000 | Rasen     | Marina Eraković     | Shannon Golds Emelyn Starr                | 2:6, 7:64, [10:3] |
| 18. | Juli 2008      | Allentown   | ITF $50.000 | Hartplatz | Carly Gullickson    | Chan Chin-wei Natalie Grandin             | 6:2, 6:3          |
| 19. | August 2008    | Vancouver   | ITF $50.000 | Hartplatz | Carly Gullickson    | Christina Fusano Junri Namigata           | 6:74, 6:1, [10:5] |
| 20. | Juli 2009      | Charkiw     | ITF $25.000 | Sand      | Monique Adamczak    | Kristina Antoniychuk Irina Buriachok      | 6:3, 7:64         |
| 21. | August 2009    | Koksijde    | ITF $25.000 | Sand      | Shannon Golds       | Johanna Larsson Anna Smith                | 7:63, 6:2         |
| 22. | September 2009 | Darwin      | ITF $25.000 | Hartplatz | Alicia Molik        | Tyra Calderwood Olivia Rogowska           | 6:3, 6:4          |
| 23. | Oktober 2009   | Hamanako    | ITF $25.000 | Teppich   | Carly Gullickson    | Yayuk Basuki Hwang I-hsuan                | 4:6, 7:62, [10:5] |